# Lakes of the Four Seasons
Lakes of the Four Seasons is een plaats (census-designated place) in de Amerikaanse staat Indiana, en valt bestuurlijk gezien onder Lake County en Porter County.

## Demografie
Bij de volkstelling in 2000 werd het aantal inwoners vastgesteld op 7291.

## Geografie
Volgens het United States Census Bureau beslaat de plaats een oppervlakte van
8,0 km², waarvan 6,9 km² land en 1,1 km² water.

## Plaatsen in de nabije omgeving
De onderstaande figuur toont nabijgelegen plaatsen in een straal van 16 km rond Lakes of the Four Seasons.